# Fábrica de Tecidos Confiança
Companhia de Fiação e Tecidos Confiança Industrial era uma fábrica de tecidos localizada em Aldeia Campista, entre os bairros de Vila Isabel e do Andaraí, na zona norte da cidade do Rio de Janeiro, fundada em 1885.

## História

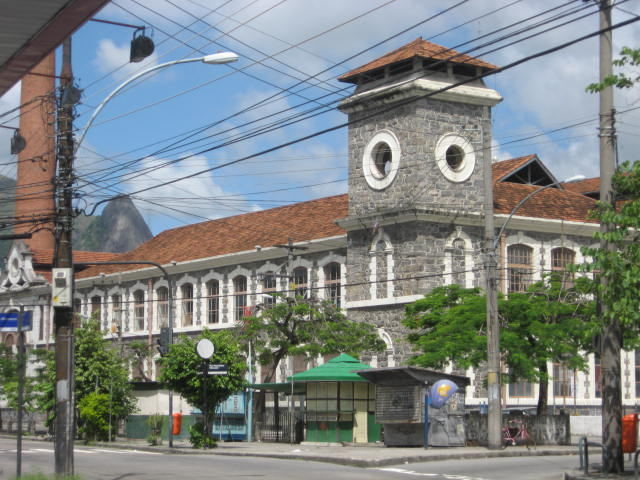
A antiga fábrica, hoje um supermercado.

Em virtude da criação da fábrica, existem ainda hoje dezenas de casas que formam a vila operária em volta desta, que participaram ativamente do desenvolvimento local. A fábrica e o casario em frente e no entorno da mesma fazem parte da área de proteção do ambiente cultural, desde 1993, através da lei nº 2.038, de 19 de novembro.
Durante a Segunda Guerra Mundial, a Fábrica Confiança foi uma das fornecedoras de tecidos para a confecção dos uniformes das Forças Armadas do Brasil. Outra grande fornecedora foi a Companhia Nova América S/A, localizada no bairro de Del Castilho, no subúrbio carioca. Depois da guerra, em 1964, a Fábrica Confiança fechou as suas portas.
O compositor Noel Rosa deu grande destaque em suas músicas aos três apitos que tocavam na fábrica.
Atualmente, nas instalações da antiga fábrica, funciona uma loja do Assaí Atacadista. A fábrica também mantinha o clube Confiança Atlético Clube que disputou o campeonato carioca na época do amadorismo, e no profissionalismo, a Terceira Divisão em 1990 e a Segunda em 1991, sendo em seguida extinto. A sede e a praça de esportes, localizadas à rua Silva Teles, foram cedidas à escola-de-samba Acadêmicos do Salgueiro.